# Shemale
Shemale е пейоративен термин, за транс жена, която притежава типично женски вторични полови белези и пенис, и който се използва най-вече в порнографията. Терминът се разглежда като пейоративен, понеже внушава пол според анатомични характеристики, без значение половия идентитет на личността. При употребата на термина, за обозначаване на транс жена се подразбира, че тя работи в секс индустрията.  Терминът често се среща в порнографски сайтове.